# Can't Let Go
«Can't Let Go» (en español: «No puedo dejarte ir») es una canción escrita y producida por la cantautora estadounidense Mariah Carey y Walter Afanasieff, grabada para su segundo álbum de estudio Emotions (1991). Se lanzó como segundo sencillo en el cuarto trimestre de 1991 en Estados Unidos y en el primer trimestre de 1992 en otros países.
La protagonista de esta balada se lamenta porque su examante se ha ido y aunque ella trata, "No puede dejarlo ir".

## Escritura, grabación y promoción

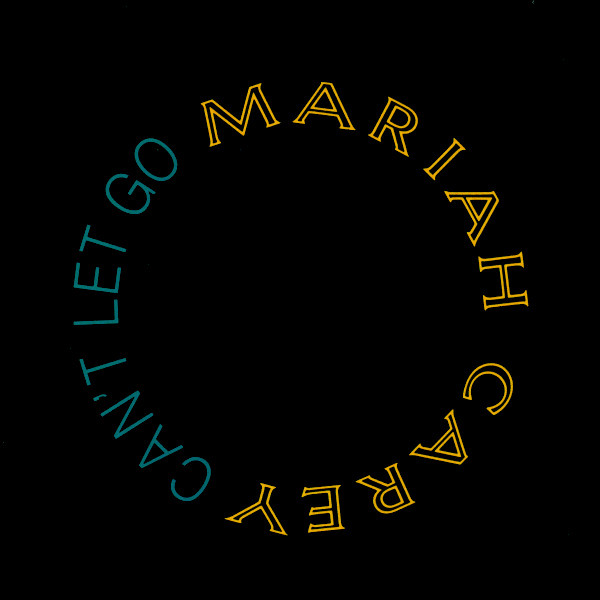
Material promocional CD americano

Carey no volvió a trabajar con Ben Margulies (quien era el principal productor de su disco anterior) a raíz de una controversia financiera, por lo que los ejecutivos del sello discográfico le sugirieron que trabajara con los otros productores de su álbum debut, como Rhett Lawrence, Ric Wake y Narada Michael Walden. Ella optó por Walter Afanasieff, quien había producido su segundo sencillo "Love Takes Time" (1990). "Can't Let Go" fue una de las primeras canciones que crearon.
El nuevo sencillo fue promovido en diversos shows y programas de entrevistas en Estados Unidos.

## Recepción
"Can't Let Go" debutó en el número 42 en la lista Billboard Hot 100 y permaneció dieciséis semanas en el top 40 llegando a un máximo del número 2 en la semana del 25 de enero de 1992, convirtiéndose en el primer sencillo de Carey que no alcanzaba el número uno en dicha lista. A pesar de esto, se convirtió en otro gran éxito de Carey en Estados Unidos, llegando al número 2 de la lista de las canciones más radiadas (Billboard Hot 100 Airplay).
En otros países fue éxito moderado, alcanzando el top 10 en Canadá; top 20 en el Reino Unido y fracasó en otros mercados como Australia, donde no alcanzó el top 50.

## Problemas de derechos de autor
En 1992, los escritores Sharon Taber y Ronald González presentaron una demanda en contra de Mariah Carey y Walter Afanasieff, citando que éstos habían plagiado su canción desconocida "Right Before My Eyes" para la creación de "Can't Let Go". Los demandantes exigieron obtener copias de las cintas de grabación del estudio para ver si las conversaciones entre Carey y Afanasieff les resulte culpable. Sin embargo, después de obtenerlas y revisarlas, Carey y Afanasieff resultaron inocentes y los demandantes se excusaron diciendo que "'Can't Let Go' sonaba demasiado parecida a nuestra canción" y retiraron la demanda.

## Lista de pistas
EE. UU., CD sencillo (sencillo casete/sencillo 7")
1. «Can't Let Go» (Edit)
2. «To Be Around You»

Reino Unido, CD sencillo Primera Edición
1. «Can't Let Go» (Edit)
2. «To Be Around You»
3. «The Wind»

Reino Unido. CD sencillo Segunda Edición
1. «Can't Let Go» (Edit)
2. «I Don't Wanna Cry»
3. «All In Your Mind»

Reino Unido, sencillo casete
1. «Can't Let Go» (Edit)
2. «To Be Around You»

## Posicionamiento
| Lista (1991)                                        | Posición más alta | N.º 1 |
| --------------------------------------------------- | ----------------- | ----- |
| EE. UU., Billboard Hot 100                          | 2                 | —     |
| EE. UU., Billboard Hot R&B/Hip-Hop Singles & Tracks | 2                 | —     |
| EE. UU., Billboard Adult Contemporary               | 1 (3 semanas)     | 4º    |
| Australia, ARIA                                     | 63                | —     |
| Lista (1992)                                        | Posición          | N.º 1 |
| EE. UU., ARC Weekly Top 40                          | 1 (2 semanas)     | 6º    |
| Canadá                                              | 7                 | —     |
| Reino Unido                                         | 20                | —     |

- Datos: Q144274